# Tsunami

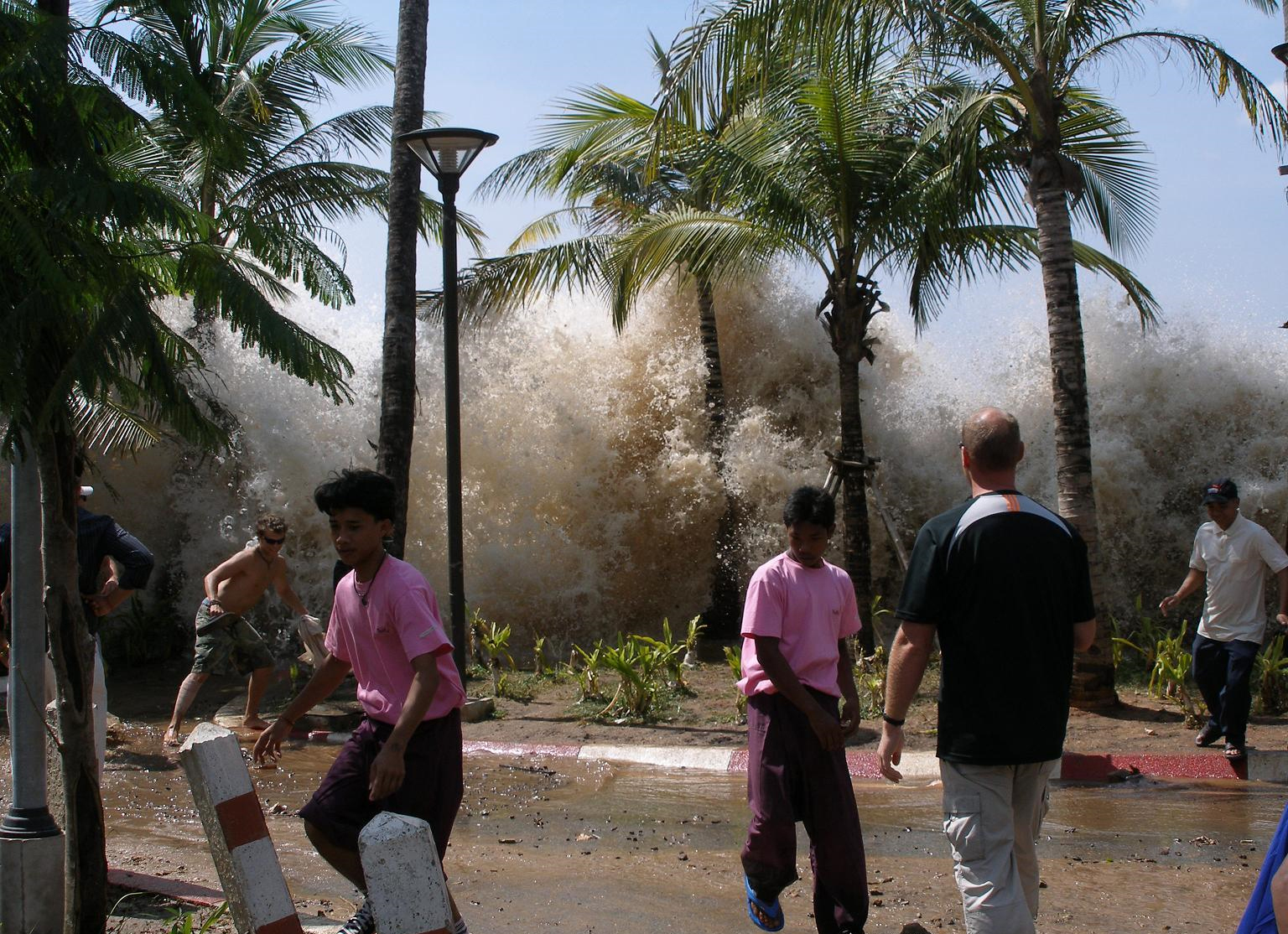
Auftreffen des Tsunamis vom 26. Dezember 2004 auf die Küste Thailands bei Ao Nang

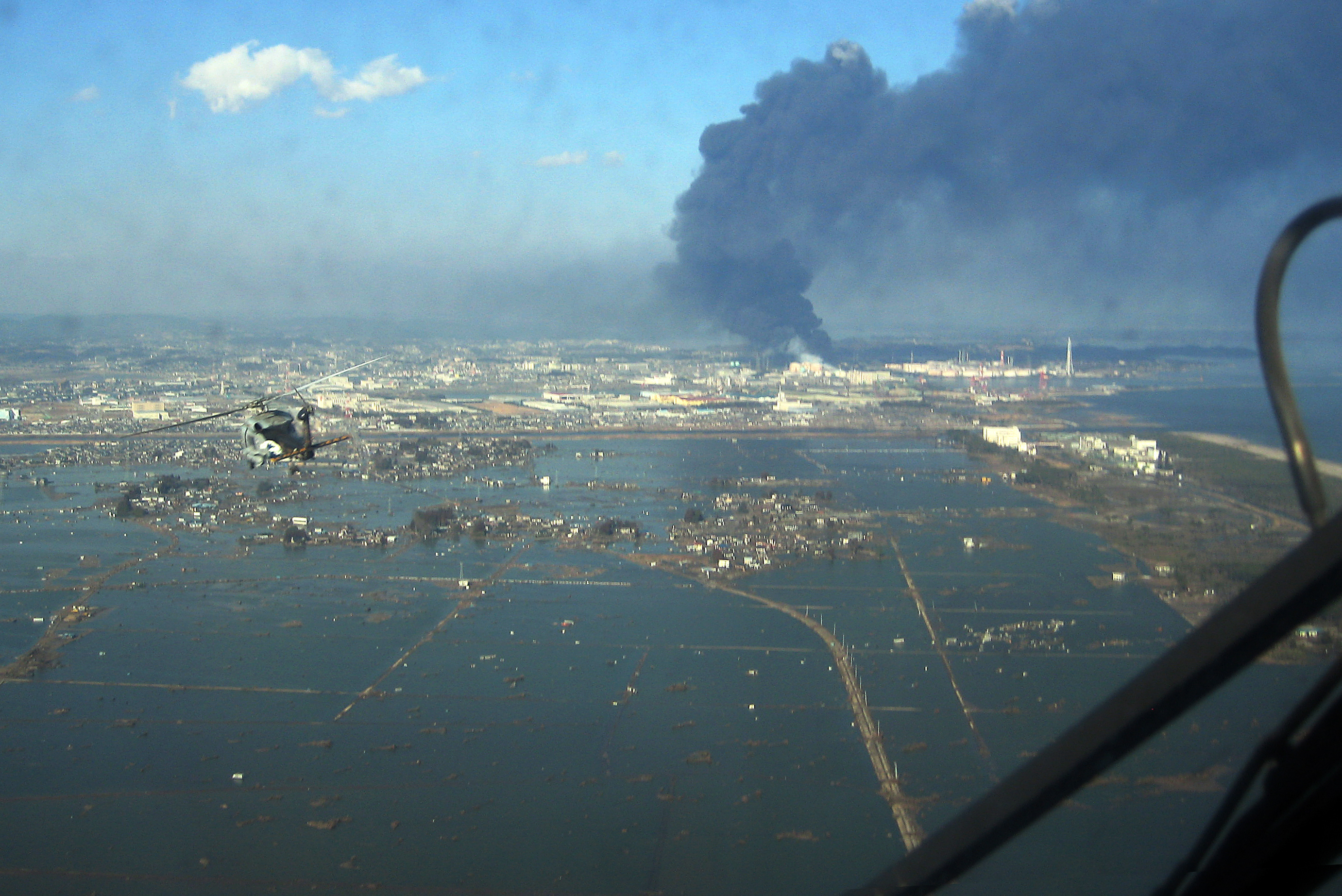
Überschwemmter Küstenstreifen in Sendai nach dem Tōhoku-Erdbeben 2011

Ein (oder selten eine) Tsunami (jap. 津波, wörtlich ‚Hafenwelle‘), deutsch ehemals Erdbebenwoge oder Erdbebenfluten genannt, ist eine Abfolge besonders langer Wasserwellen, die sich über sehr große Entfernungen auszubreiten vermögen und als solche eine Verschiebung von Wasser bzw. Meer in Folge einer Verdrängung darstellen.
Beim Vordringen in Bereiche geringer Wassertiefe wird das Meer gestaucht und türmt sich dadurch an Küsten zu mehreren hohen Flutwellen auf. Diese tragen so das Wasser mit großer Wucht weit über die Uferlinie und richten dabei meist große Zerstörungen an. Beim anschließenden Zurückweichen wird das auf dem überschwemmten Land mitgerissene Material, oft auch Menschen und Tiere, meist weit auf den Ozean hinaus gespült.
Tsunamis entstehen infolge plötzlicher Wasserverdrängung, z. B. bei Hebung oder Senkung von Teilen des Ozeanbodens bei einem unterseeischen Erdbeben oder durch das Hineinrutschen großer Erd- und Gesteinsmassen ins Wasser sowie auch durch heftige Winde (→ Meteotsunami), aber auch bei künstlich hervorgerufenen Explosionen oder äußerst selten durch den Einschlag eines Himmelskörpers.
Tsunamis entstehen nicht nur auf den Weltmeeren, auch auf Binnenseen können sich sogenannte Binnentsunamis bilden.

## Etymologie
Der Begriff Tsunami (japanisch für: Hafenwelle, 津波 tsu nami) wurde durch japanische Fischer geprägt, die vom Fischfang zurückkehrten und im Hafen alles verwüstet vorfanden, obwohl sie auf offener See keine Welle gesehen oder gespürt hatten. Darum nannten sie die mysteriösen Wellen Tsu-nami, das heißt „Welle im Hafen“.
Eine Reihe verheerender Tsunamis zwischen 1945 und 1965 machte dieses Naturphänomen weltweit bekannt und bildete die Grundlage für wissenschaftliche Arbeiten, in deren Folge sich die japanische Bezeichnung als Internationalismus durchsetzte. Vor allem nach dem schweren Erdbeben im Indischen Ozean 2004, das den tödlichsten Tsunami aller Zeiten auslöste, war das Wort in aller Munde.

## Erstbeschreibung
Die bisher früheste bekannte wissenschaftliche Beschreibung dieses Naturereignisses mit exakter Ursachenanalyse stammt von dem österreichischen Geowissenschaftler Ferdinand von Hochstetter, der 1868 und 1869 in mehreren Veröffentlichungen der kaiserlichen Akademie der Wissenschaften das Erdbeben in Peru am 13. August 1868 richtigerweise mit den Tsunamiwellen am 15. August 1868 an der Ostküste Neuseelands sowie Australiens in einem kausalen Zusammenhang darstellte. Aus zeitverzögerten Registrierungen von Beobachtungsstationen berechnete er die Wellengeschwindigkeit mit 325 bis 464 Seemeilen pro Stunde und stellte darüber hinaus fest, dass von den Flutwellen Wassermassen bis in große Tiefe beeinflusst werden.

## Entstehung

Entstehung und Fortpflanzung eines Tsunamis

Tsunamis werden zu etwa 90 % durch starke Erdbeben unter dem Ozeanboden angeregt (sogenannte Seebeben); die übrigen entstehen infolge von Vulkanausbrüchen, untermeerischen Erdrutschen, in sehr seltenen Fällen durch Meteoriteneinschläge. Daneben werden z. B. durch heftige Winde an einer Gewitterfront ausgelöste „Meteotsunamis“ beschrieben.
Tsunamis treten mit ungefähr 80 % am häufigsten im Pazifik auf: Am Rand des Stillen Ozeans, in der Subduktionszone des Pazifischen Feuerrings, schieben sich tektonische Platten der Erdkruste (Lithosphäre) übereinander. Durch die sich ineinander verhakenden Platten entstehen Spannungen, die sich zu einem nicht vorhersehbaren Zeitpunkt schlagartig entladen, wodurch Erd- und Seebeben ausgelöst werden. Dabei werden die tektonischen Platten horizontal und vertikal verschoben. Die vertikale Verschiebung hebt oder senkt auch die darüberliegenden Wassermassen. Durch die Gravitation verteilt sich das Wasser als Wellenberg in alle oder als Wellental aus allen Richtungen; je tiefer der Meeresbereich, umso schneller. So breitet sich eine Wellenfront in alle Richtungen aus. Meist ist die unterseeische Bruchzone nicht flächen-, sondern linienförmig, dann bewegt sich die Wellenfront v. a. in zwei Richtungen (rechtwinklig von der Bruchlinie weg).
Ein Erdbeben kann nur dann einen Tsunami verursachen, wenn alle drei folgenden Bedingungen gegeben sind:
- Das Beben erreicht eine Magnitude von 7 oder mehr.
- Sein Hypozentrum liegt nahe der Erdoberfläche am Meeresgrund.
- Es verursacht eine vertikale Verschiebung des Meeresbodens, welche die darüberliegende Wassersäule in Bewegung versetzt.

Nur ein Prozent der Erdbeben zwischen 1860 und 1948 verursachten messbare Tsunamis.

## Ausbreitung
Tsunamis unterscheiden sich grundlegend von Wellen, die durch Stürme entstehen. Letztere werden in Abhängigkeit von der Wassertiefe im Verhältnis zur Wellenlänge als Flachwasserwelle oder Tiefwasserwelle bezeichnet. Bei Tiefwasserwellen hat die Welle keinen Kontakt zum Grund und die tieferen Wasserschichten bleiben unbewegt. Somit hängt die Ausbreitungsgeschwindigkeit nicht von der Wassertiefe ab. Bewegt sich eine solche Welle in flacheres Gewässer, wird sie zur Flachwasserwelle, bewegt also die gesamte Wassersäule und wird dabei langsamer. Aufgrund ihrer großen Wellenlänge sind Tsunamis nahezu überall Flachwasserwellen. Sie bewegen also im Gegensatz zu Windwellen die ganze Wassersäule. Ihre Geschwindigkeit ist daher praktisch überall von der Wassertiefe abhängig.

### Tsunamis sind Schwerewellen

Bei der Fortpflanzung eines Tsunamis bewegt sich die gesamte Wassersäule (Größenordnung übertrieben).

Wellenausbreitung ist immer dann möglich, wenn eine Auslenkung aus einer Gleichgewichtslage, in diesem Fall ein Anstieg oder Abfall des Wasserspiegels, eine entgegengerichtete Rückstellkraft zur Folge hat. Bei Ozeanwellen wirkt als Rückstellkraft die Schwerkraft, die auf eine möglichst horizontale Wasseroberfläche hinarbeitet. Aus diesem Grund werden Tsunamis zu den Schwerewellen gezählt. Ein Tsunami ist also insbesondere keine Druck- und keine Schallwelle. Kompressibilität, Viskosität und Turbulenz sind nicht relevant. Um die Physik eines Tsunamis zu verstehen, genügt es, die Potentialströmung einer idealen, also reibungsfreien, inkompressiblen und wirbelfreien Flüssigkeit zu betrachten. Mathematisch werden Tsunamis als Lösungen der Korteweg-de-Vries-Gleichung beschrieben.
Die Theorie der Schwerewellen vereinfacht sich in den beiden Grenzfällen der Tief- und der Flachwasserwelle. Normale Wellen, die beispielsweise durch Wind, fahrende Schiffe oder ins Wasser geworfene Steine verursacht werden, sind meist Tiefwasserwellen, da sich ihre Wellenbasis in der Regel über dem Grund des Gewässers befindet, also dort, wo die Welle keine Auswirkungen mehr hat. Ein Tsunami hingegen ist auch im tiefsten Ozean eine Flachwasserwelle, da die gesamte Wassersäule bewegt wird und sich auch am Ozeanboden eine langsamere Bewegung in Richtung der Wellenausbreitung feststellen lässt. Dem entspricht, dass bei Tsunamis die Wellenlänge (Entfernung von einem Wellenberg zum nächsten) viel größer ist als die Wassertiefe. Dabei wird eine wesentlich größere Wassermenge bewegt.
Ein Tsunami wird vereinfacht durch zwei Grundparameter beschrieben:
- seine mechanische Energie {\displaystyle E};
- seine Wellenperiode {\displaystyle T}: die Zeit, die vergeht, in der zwei aufeinander folgende Wellenberge denselben Punkt passieren.

Während der Ausbreitung eines Tsunamis bleiben diese beiden Parameter weitgehend konstant, da wegen der großen Wellenlänge die Energieverluste durch Reibung vernachlässigbar sind.
Tsunamis seismischer Natur weisen lange Wellenperioden auf, die sich zwischen zehn Minuten und zwei Stunden bewegen. Durch andere Ereignisse als Erdbeben erzeugte Tsunamis haben oft kürzere Wellenperioden im Bereich von einigen Minuten bis zu einer Viertelstunde. Andere Eigenschaften wie die Wellenhöhe und -länge oder die Ausbreitungsgeschwindigkeit hängen neben den beiden Grundparametern nur von der Meerestiefe ab.

### Geschwindigkeit

Ausbreitung des Tsunamis vom 26. Dezember 2004

Die Geschwindigkeit eines Tsunamis hängt von der Meerestiefe ab: Je tiefer das Meer, desto schneller ist der Tsunami. Die Geschwindigkeit {\displaystyle c_{\mathrm {T} }} einer Tsunamiwelle (genauer: ihre Phasengeschwindigkeit) ergibt sich aus der Wurzel des Produktes von Erdbeschleunigung {\displaystyle g=9{,}81\;\mathrm {m} /\mathrm {s} ^{2}} und Wassertiefe {\displaystyle h}
{\displaystyle c_{\mathrm {T} }={\sqrt {g\,h}}}
Die Ausbreitungsgeschwindigkeit beträgt somit in Ozeanen (Wassertiefe ca. 5000 m) ca. 800 km/h. Das ist vergleichbar mit der Reisegeschwindigkeit eines Flugzeuges. Tsunamis können also binnen einiger Stunden ganze Ozeane durchqueren und sich bis zu 20 000 km ausbreiten, ohne dabei unmittelbar bemerkt zu werden. Bei vom Wind erzeugten Wellen dagegen liegen die Geschwindigkeiten zwischen 8 km/h und 100 km/h. Bei niedriger Wassertiefe, also in Küstennähe, verlangsamt sich der Tsunami, wie auf nebenstehender Animation zu sehen ist. Damit verringert sich auch die Wellenlänge, wodurch es zu einem Anstieg der Wellenhöhe und schließlich zum Brechen der Welle kommt.
Schwerewellen kommen durch die gleichtaktige Bewegung großer Wassermassen zustande. Jedes einzelne Teilvolumen des Wassers bewegt sich dabei nur um winzige Beträge. Für eine Flachwasser-Schwerewelle mit der Amplitude {\displaystyle A} in einem Gewässer der Tiefe {\displaystyle h} kann man das sogar quantitativ angeben: Die Geschwindigkeit, mit der sich die an der Welle beteiligte Materie zirkulär bewegt, ist um einen Faktor {\displaystyle A/h} kleiner als die Phasengeschwindigkeit {\displaystyle c_{\mathrm {T} }} der Welle. Für einen großen Tsunami liegt dieser Faktor in der Größenordnung {\displaystyle 10^{-5}}: Wenn sich eine Welle im offenen Meer mit {\displaystyle c_{\mathrm {T} }=200\;{\textrm {m/s}}} ausbreitet, bewegen sich die Wasserelemente nur mit {\displaystyle 2\;{\textrm {mm/s}}}. Dies ist klein im Vergleich zu Strömungen und Windwellen und nicht direkt beobachtbar. Zugleich erklärt es den nur geringen Energieverlust der Schwerewelle bei ihrer Wanderung.

### Wellenlänge

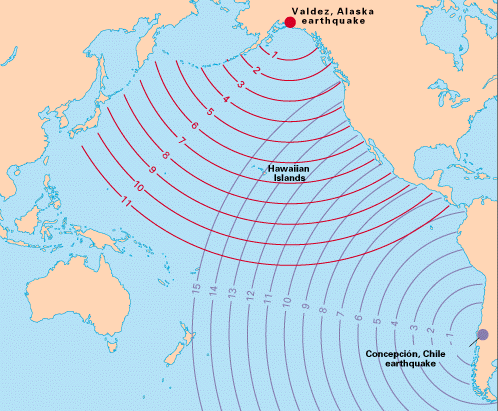
Ausbreitungszeiten (in Stunden) der Tsunamis von 1960 (Chile) und 1964 (Alaska)

Tsunamis sind, da ihre Wellenlänge {\displaystyle \lambda } viel größer als die Meerestiefe {\displaystyle h} ist, sogenannte Flachwasserwellen. Typische Wellenlängen bei Tsunamis liegen zwischen 100 km und 500 km. Die Wellenlängen von winderzeugten Wellen erreichen dagegen nur zwischen 0,2 km und 1 km. Allgemein gilt für Wellen die Beziehung
{\displaystyle c={\frac {\lambda }{T}}}
zwischen Geschwindigkeit {\displaystyle c}, Wellenlänge {\displaystyle \lambda } und Wellenperiode {\displaystyle T}.
Mit der Tsunamigeschwindigkeit von oben und der Angabe der Wellenlänge können typische Wellenperioden über
{\displaystyle T={\frac {\lambda }{c}}}
errechnet werden zu:
{\displaystyle {\frac {100\,\mathrm {km} }{800\,\mathrm {km/h} }}<T<{\frac {500\,\mathrm {km} }{800\,\mathrm {km/h} }}\quad \Longrightarrow \quad 8\,\mathrm {min} <T<40\,\mathrm {min} }
{\displaystyle T} ist die Zeit, die bis zum Eintreffen der zweiten Welle vergeht.

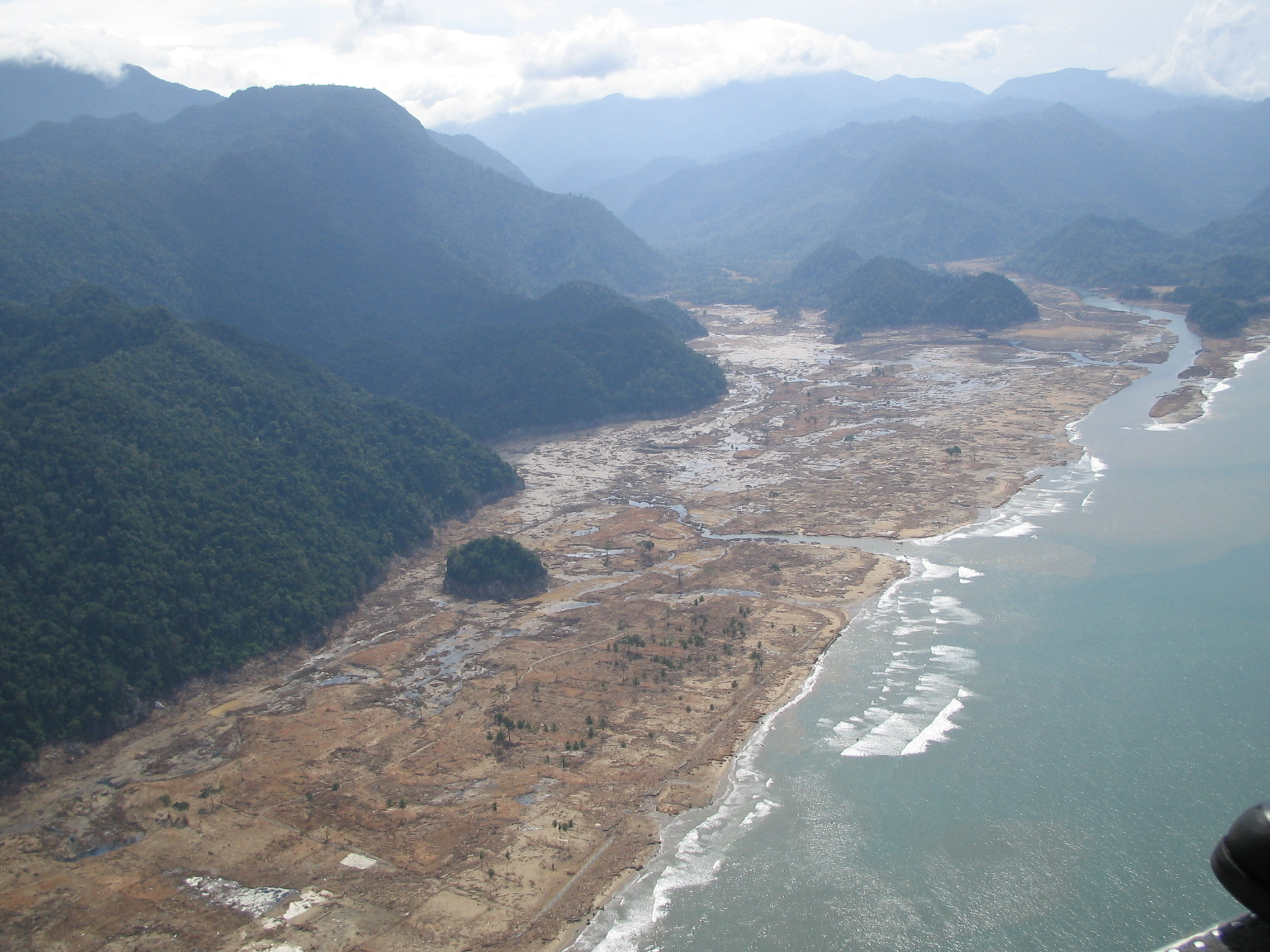
Küstenabschnitt von Leupung nach dem Tsunami in der Provinz Aceh, Indonesien

Je größer die Wellenlänge, desto geringer sind die Energieverluste während der Wellenausbreitung. Bei kreisförmiger Ausbreitung ist die Energie, mit der eine Welle auf einen Küstenstreifen auftrifft, in erster Näherung umgekehrt proportional zum Abstand vom Entstehungsort des Tsunamis.
| Tiefe (m) | Geschwindigkeit (km/h) | Wellenlänge (km) |
| --------- | ---------------------- | ---------------- |
| 0010      | 036                    | 010,6            |
| 0050      | 079                    | 023,0            |
| 0200      | 159                    | 049,0            |
| 2000      | 504                    | 151,0            |
| 4000      | 713                    | 213,0            |
| 7000      | 943                    | 282,0            |

### Amplitude (Wellenhöhe)
Die Wellenhöhe (Amplitude) {\displaystyle A} des Tsunamis hängt von der Energie {\displaystyle E} und der Wassertiefe {\displaystyle h} ab. Bei Tsunamis mit großer Wellenlänge gilt:
{\displaystyle A\sim {\sqrt {\frac {E}{r{\sqrt {h}}}}}}
Dies bedeutet, dass die Amplitude {\displaystyle A} bei geringerer Wassertiefe {\displaystyle h} zunimmt. Im offenen Meer nimmt sie mit zunehmender Entfernung {\displaystyle r} nur um den Faktor {\displaystyle 1/{\sqrt {r}}} ab (Kugelwellen, die sich in die Tiefe ausbreiten, nehmen um den Faktor {\displaystyle 1/r} ab). Dies kann man sich veranschaulichen, wenn man einen Stein in eine flache Pfütze wirft. Die Amplitude der Wasserwellen nimmt nur merklich ab, da sich die Energie kreisförmig über einen größeren Wellenkamm verteilt. Der Energieverlust durch die innere Reibung des Wassers ist verschwindend gering und der Impuls wird nahezu ungeschwächt weitergegeben. Die Energie einer Tsunamiwelle schwächt sich im offenen Meer nur durch ihre geometrische Ausbreitung ab. Tsunamiwellen können daher die Erdkugel mehrfach umrunden. Bei Tsunamis kleinerer Wellenlänge – meist nicht von Erdbeben verursacht – kann die Amplitude mit der Entfernung wesentlich schneller abnehmen.
Auf dem offenen Ozean beträgt die Amplitude selten mehr als einige Dezimeter. Der Wasserspiegel wird somit nur langsam und nur um einen geringen Betrag angehoben und wieder abgesenkt, weshalb das Auftreten eines Tsunamis auf offener See meist gar nicht bemerkt wird.
Die Zerstörungskraft eines Tsunamis wird nicht grundsätzlich durch seine Amplitude, sondern durch die Wellenperiode sowie durch die transportierte Wassermenge bestimmt.

## Auftreffen auf die Küste
Die Energie der Wellen, die auf dem freien Ozean noch weit verteilt war, konzentriert sich durch nichtlineare Mechanismen, wenn die Tsunamis den Küsten nahekommen. Dann werden die Wellen gebremst, gestaucht und stellen sich auf.

### Erhöhung der Amplitude

Beim Auftreffen auf die Küste erhöht sich die Amplitude; die Wellenlänge und Geschwindigkeit des Tsunamis nehmen ab (siehe Tabelle).

In Küstennähe wird das Wasser flach. Das hat zur Folge, dass Wellenlänge und Phasengeschwindigkeit abnehmen (siehe Tabelle). Auf Grund der Erhaltung der Gesamtenergie (siehe Energieerhaltungssatz) wird die zur Verfügung stehende Energie in potentielle Energie umgewandelt, womit die Amplitude der Welle und die Geschwindigkeit der beteiligten Materie zunehmen. Die Energie der Tsunamiwelle wird dadurch immer stärker konzentriert, bis sie mit voller Wucht auf die Küste auftrifft. Der Energiegehalt eines Wellenzuges ist proportional zu Querschnitt mal Wellenlänge mal Quadrat der Teilchengeschwindigkeit und ist in der oben erwähnten Näherung unabhängig von der Wellenberghöhe h.
Typische Amplituden beim Auftreffen eines Tsunamis auf die Küste liegen in einer Größenordnung von 10 m. Am 24. April 1771 wurde in der Nähe der japanischen Insel Ishigaki von einer Rekordhöhe von 85 m in flachem Gelände berichtet. In Ufernähe einer Tiefseesteilküste kann die Amplitude auf etwa 50 m ansteigen. Läuft ein Tsunami in einen Fjord, so kann sich die Welle auf weit über 100 m aufstauen.
In der Lituya Bay in Alaska wurden Wellen nachgewiesen, die zwar nicht über 100 m Höhe hinausgingen, aber einen 520 m hohen Hügel überrollten (Megatsunami). Diese gigantischen Wellen entstanden jedoch nicht als Fernwirkung eines Erdbebens, sondern durch Wasserverdrängung im Fjord selbst: Heftige Erdbeben ließen Berghänge in den Fjord rutschen und brachten diesen schlagartig zum Überlaufen.
Das Auftürmen der Wassermassen passiert nur durch die allmähliche Verflachung des Wassers, die dadurch bedingte Reduzierung der Ausbreitungsgeschwindigkeit und damit der Wellenlängen, was zur Erhöhung der Amplituden der Wassermassen führen muss. Ist zudem die Küste noch buchtenförmig, dann kommt es zusätzlich noch zu einer lateralen Überlagerung oder Fokussierung der Wassermassen, was die durch das vertikale Wasserprofil bedingte Amplitudenerhöhung noch wesentlich weiter verstärken kann, insbesondere bei auftretenden Resonanzen (Wellenlängen in der Größenordnung der linearen Buchtdimensionen). An hohen Steilküsten des Festlandes kann der Tsunami zwar zu beträchtlichen Brandungshöhen auflaufen, dringt dann aber in der Regel nicht weit ins Hinterland vor. Ferner werden steil aus der Tiefsee aufsteigende Atolle mit Lineardimensionen viel kleiner als die Wellenlänge des Tsunamis im offenen Ozean kaum wahrgenommen und nur flach überspült.

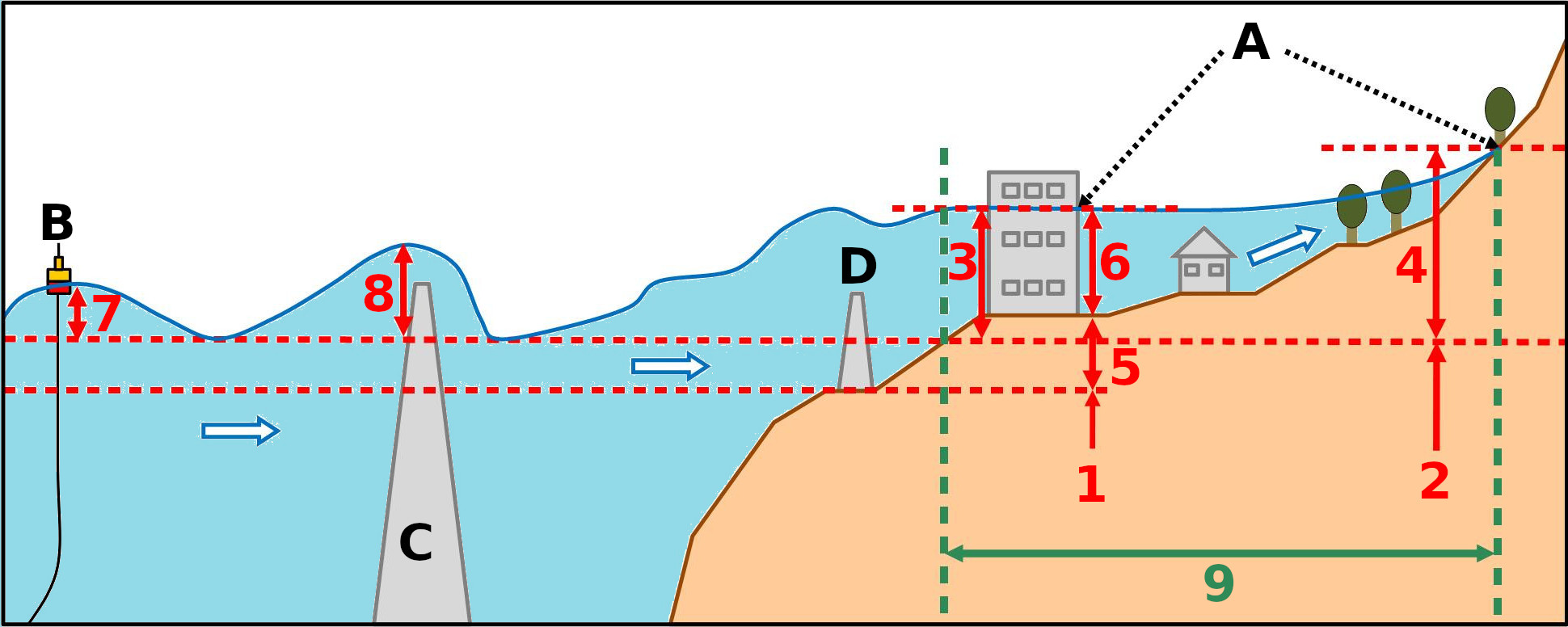
Grafische Darstellung verschiedener Tsunamiparameter
1: Mittlerer Wasserspiegel
2: Gezeitenpegel zur Zeit des Tsunamis
3: Inundationshöhe (Höhe der Tsunamispuren)
4: Auflaufhöhe
5: Geländehöhe
6: Überflutungstiefe
7/8: Tsunamihöhe (Ozean)
9: Auflaufweite

Die Wassermassen, die der Tsunami über die Küstenlinie auf das Land bewegt, bezeichnet man als Run-up. Die maximale Höhe über dem Meeresspiegel, die das Wasser erreicht, ist die Auflaufhöhe (run-up height).

### Brechungseffekte
Die Änderung der Wellenausbreitungsgeschwindigkeit bei Annäherung des Tsunamis an die Küste hängt vom Tiefenprofil des Meeresbodens ab. Je nach örtlichen Gegebenheiten kann es zu Brechungseffekten kommen: So wie Licht beim Übergang von Luft in Wasser oder Glas seine Richtung ändert, so ändert auch ein Tsunami seine Richtung, wenn er schräg durch eine Zone läuft, in der sich die Meerestiefe ändert. Je nach Ursprungsort des Tsunamis und Unterwassertopographie kann es dabei zur Fokussierung des Tsunamis auf einzelne Küstenbereiche kommen. Dieser Effekt ist von der Trichterwirkung eines Fjords nicht scharf zu trennen und kann sich mit dieser überlagern.

### Zurückweichen des Meeres
Wie ein akustisches Signal, so besteht auch ein Tsunami nicht aus einer einzelnen Welle, sondern aus einem ganzen Paket von Wellen mit unterschiedlichen Frequenzen und Amplituden. Wellen unterschiedlicher Frequenz breiten sich mit leicht unterschiedlicher Geschwindigkeit aus. Deshalb addieren sich die einzelnen Wellen eines Paketes in von Ort zu Ort und von Minute zu Minute unterschiedlicher Weise. Ein Tsunami kann an einem Punkt der Küste zuerst als Wellenberg oder zuerst als Wellental beobachtet werden. Ist die Ursache des Tsunamis ein Hangabrutsch oder Herunterbrechen einer Kontinentalplatte, so wird Wasser zur Sohle hin beschleunigt. Wasser wird verdrängt, und es entsteht zunächst ein Wellental. Danach bewegt sich das Wasser wieder zurück, und der Wellenberg entsteht. Beim Eintreffen der Welle an der Küste zieht sich zunächst die Küstenlinie zurück, unter Umständen um mehrere hundert Meter. Wenn der Tsunami eine unvorbereitete Bevölkerung trifft, kann es geschehen, dass die Menschen durch das ungewöhnliche Schauspiel des zurückweichenden Meeres angelockt werden, statt dass sie die verbleibenden Minuten bis zur Ankunft der Flutwelle nutzen, um sich auf höher gelegenes Gelände zu retten.

### Stokes-Strömung

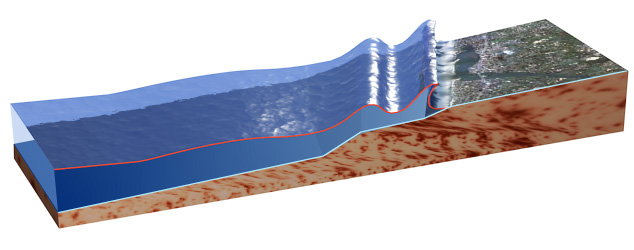
Darstellung eines Tsunamis beim Auftreffen auf die Küste

Wenn die Amplitude {\displaystyle A} eines Tsunamis in der Nähe der Küste gegen die Wassertiefe {\displaystyle h} nicht mehr vernachlässigbar klein ist, so wandelt sich ein Teil der Schwingung des Wassers in eine allgemeine horizontale Bewegung um, genannt Stokes-Strömung. In unmittelbarer Küstennähe ist eher diese schnelle Horizontalbewegung als das Ansteigen des Wasserspiegels für die Zerstörung verantwortlich.
In Küstennähe hat die Stokes-Strömung eine theoretische Geschwindigkeit von
{\displaystyle v\approx {\frac {A^{2}}{2h^{2}}}c_{\mathrm {T} }}
mit der Phasengeschwindigkeit des Tsunamis {\displaystyle c_{\mathrm {T} }={\sqrt {g\,h}}} und der Fallbeschleunigung {\displaystyle g\approx 10\,\mathrm {m/s^{2}} }, also:
{\displaystyle {\frac {v}{18\,\mathrm {km/h} }}\approx \left({\frac {A}{h}}\right)^{2}{\sqrt {\frac {h}{10\,\mathrm {m} }}}}
Die Stokes-Strömung erreicht somit mehrere Dutzend km/h.

## Gefahren und Schutz
Tsunamis zählen zu den verheerendsten Naturkatastrophen, mit denen der Mensch konfrontiert werden kann, denn ein mächtiger Tsunami kann seine zerstörerische Energie über Tausende von Kilometern weit mitführen oder sogar um den ganzen Erdball tragen. Ohne schützende Küstenfelsen können schon wenige Meter hohe Wellen mehrere hundert Meter weit ins Land eindringen. Die Schäden, die ein Tsunami beim Vordringen verursacht, werden noch vergrößert, wenn die Wassermassen wieder abfließen. Die Gipfelhöhe eines Tsunamis hat nur bedingte Aussagekraft über seine Zerstörungskraft. Gerade bei niedrigen Landhöhen kann auch eine niedrige Wellenhöhe von nur wenigen Metern ähnliche Zerstörungen wie ein großer Tsunami mit Dutzenden Metern anrichten.
Am 26. Dezember 2004 wurden durch den großen Tsunami in Südostasien mindestens 231.000 Menschen getötet. Ausgelöst wurde die Welle durch eines der stärksten Erdbeben seit Beginn der Aufzeichnungen. Die verheerende Wirkung beruhte hier vor allem auf dem großen Wasservolumen, das pro Kilometer Küstenlinie auf das Land traf, während die Wellenhöhe mit zumeist nur wenigen Metern vergleichsweise niedrig war.

### Gefahrenzonen

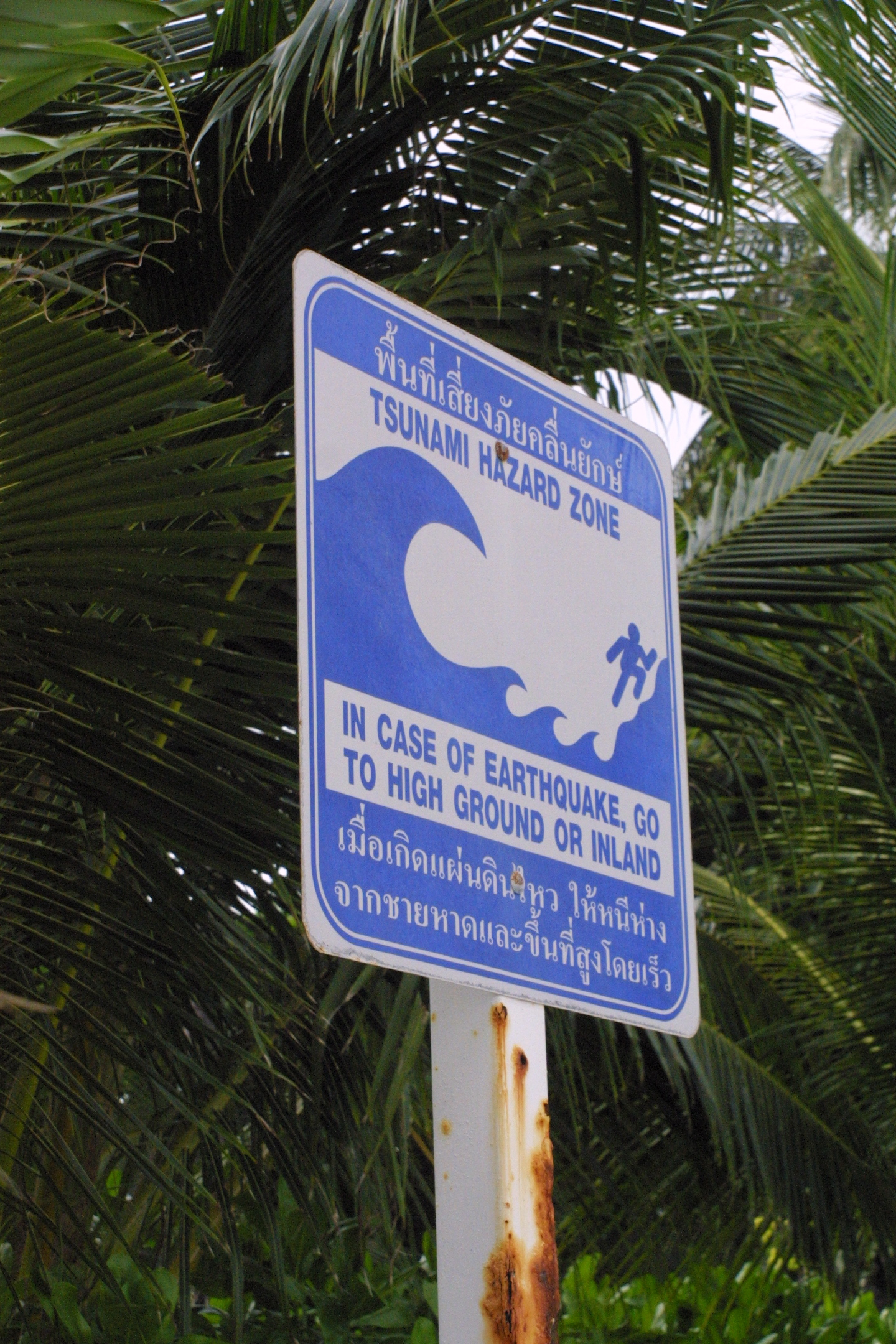
Tsunami-Warnschild am Strand von Ko Samui, Thailand

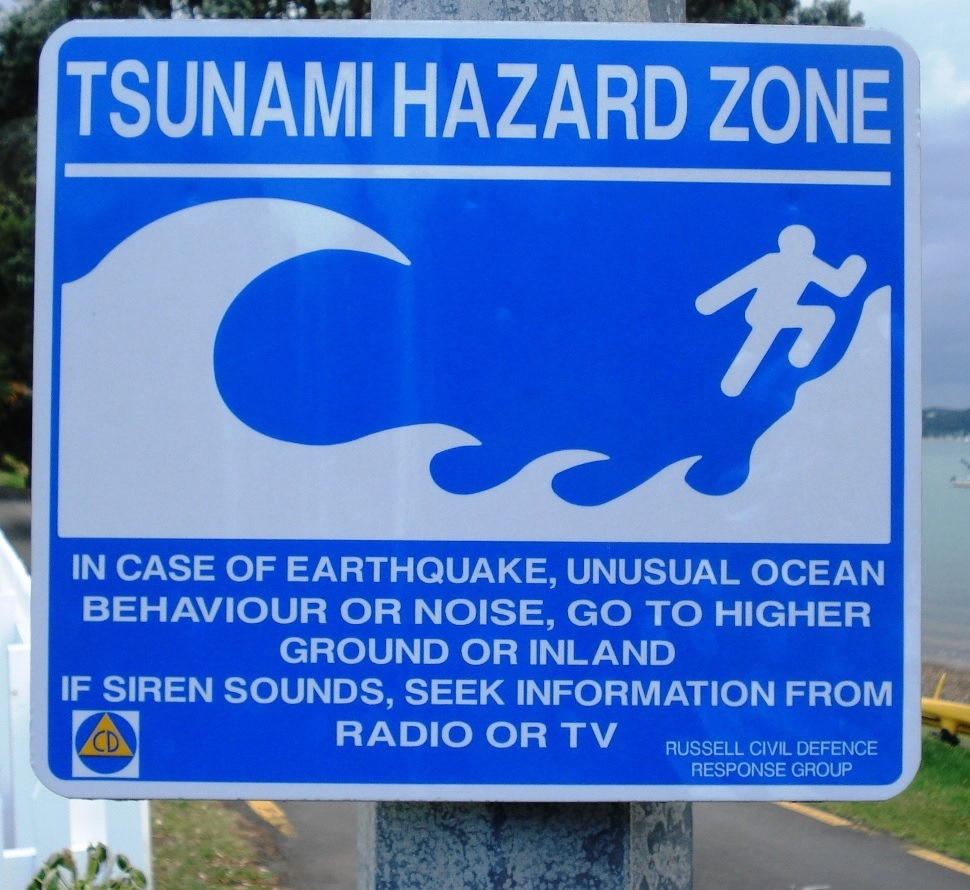
Tsunami-Zonen-Warnschild (in Russell (Neuseeland)) mit Verhaltenshinweisen

Hinweis auf eine „Tsunami Evacuation Route“ (in Wellington / Neuseeland)

Am häufigsten entstehen Tsunamis am westlichen und nördlichen Rand der pazifischen Platte, im Pazifischen Feuerring.
In Japan gab es aufgrund seiner geografischen Lage in den letzten tausend Jahren die meisten Todesopfer durch Tsunamis. In dieser Zeit starben über 160.000 Menschen. Traditionell wiesen Tsunamisteintafeln auf vergangene Katastrophen hin und warnten so vor leichtfertigen Ansiedlungen in Küstennähe. Heutzutage verfügt Japan über ein effektives Frühwarnsystem. Für die Bevölkerung finden regelmäßig Trainingsprogramme statt. Viele japanische Küstenstädte schützen sich durch Deiche.
In Indonesien dagegen wirkt heute noch die Hälfte der Tsunamis katastrophal. Die meisten Küstenbewohner sind über die Anzeichen, die einen Tsunami ankündigen, nicht informiert. Größtenteils ist das Land auch sehr flach und die Wassermassen fließen bis ins Landesinnere. Siehe auch: Erdbeben im Indischen Ozean 2004 und Erdbeben vor Java Juli 2006.
Auch an den europäischen Küsten treten Tsunamis auf, wenn auch wesentlich seltener. Da die Adriatische, Ägäische und Afrikanische Platte an bestimmten Stellen unter die eurasische Platte subduzieren, können an diesen Stellen durch Erdbeben im Mittelmeer und im Atlantik Tsunamis entstehen. So löste das Erdbeben an der montenegrinischen Küste 1979 (Mw 7.2) einen Tsunami aus, der auf 15 km Küstenlänge Häuser mitriss.
Auch ein Meteoriteneinschlag kann einen Tsunami auslösen. Die Wahrscheinlichkeit, dass der Himmelskörper auf dem Meer aufprallt, ist größer, als dass er auf Boden trifft, da Meere den größten Teil der Erdoberfläche ausmachen. Um einen Tsunami auszulösen, sind jedoch sehr große Meteoriten nötig.

### Auswirkungen

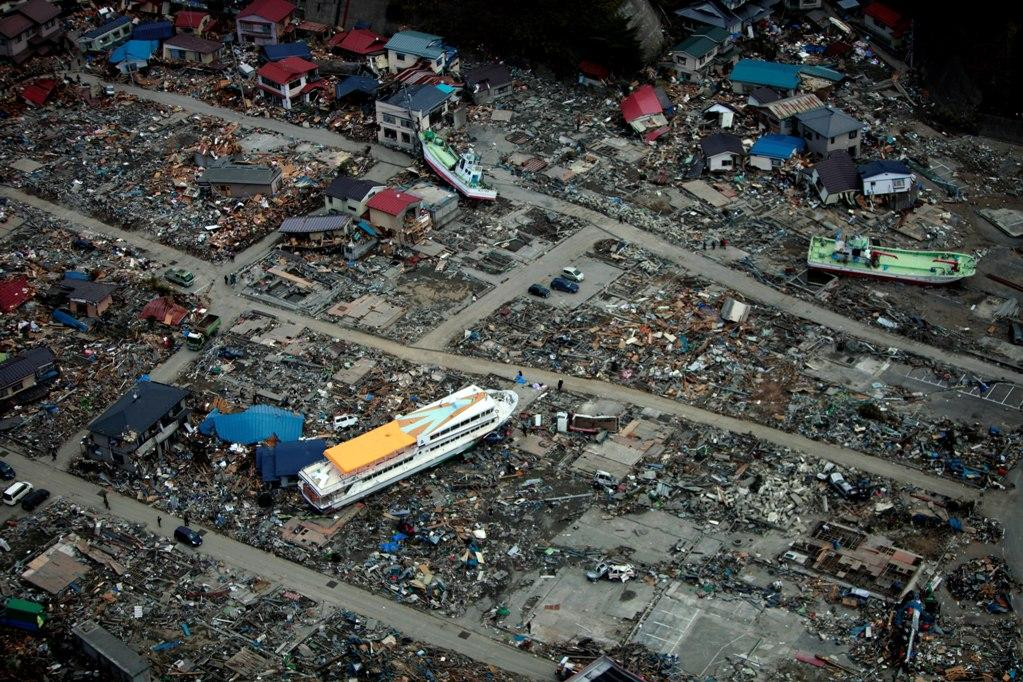
An Land geschwemmte Schiffe und zerstörte Holzhäuser in Japan 2011

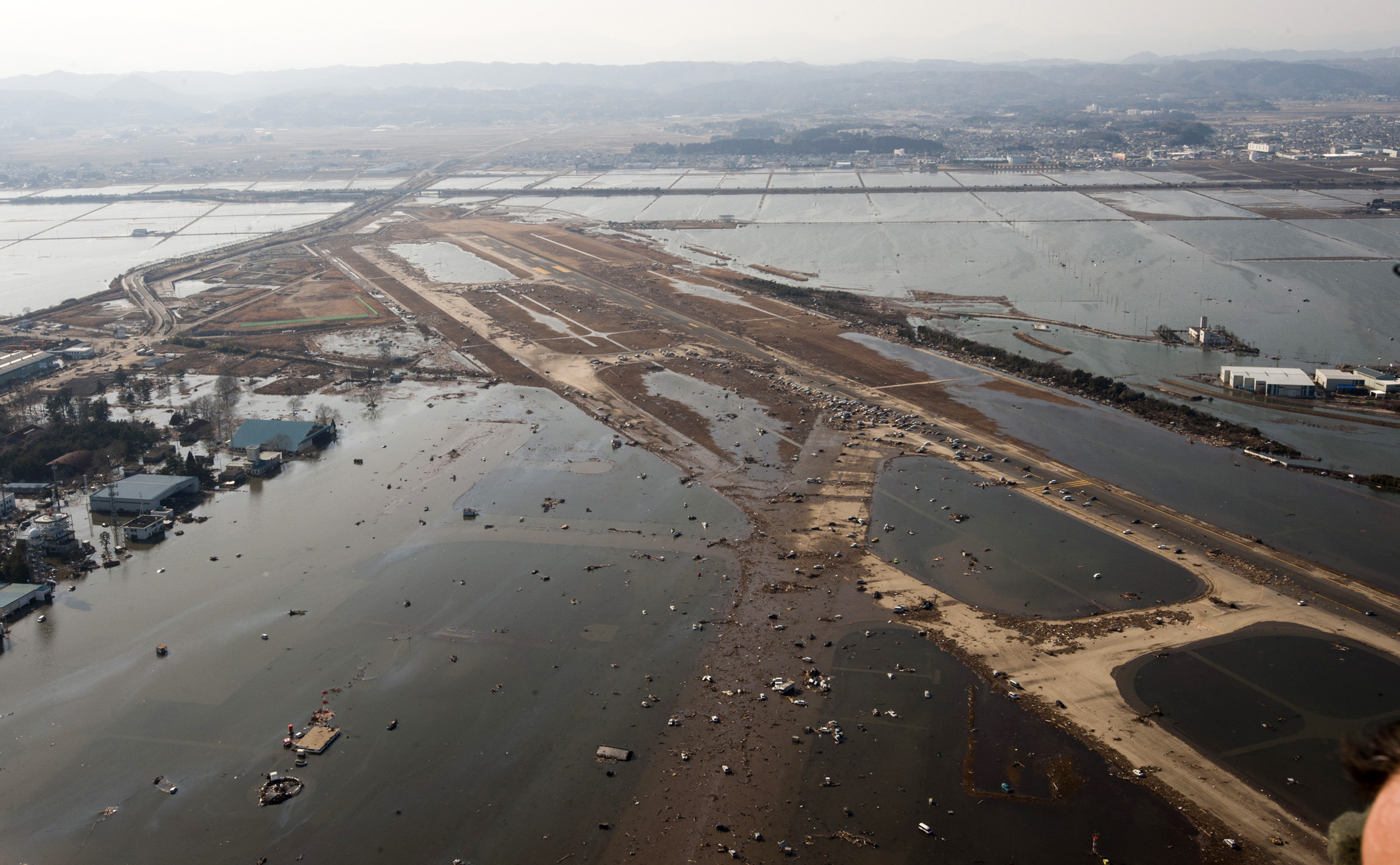
Am Flughafen Sendai reichten die Überflutungen im März 2011 fünf Kilometer landeinwärts.

Im Vergleich zu direkten Schäden infolge von Erdbeben, Vulkanausbrüchen, Erdrutschen oder Steinlawinen, die meist nur lokal oder in räumlich relativ eng begrenzten Gebieten auftreten, können Tsunamis noch an Tausenden von Kilometern entfernten Küsten Verwüstungen anrichten und Menschenleben fordern.
Einer Küste vorgelagerte Riffe, Sandbänke oder Flachwasserbereiche können die Zerstörungskraft von Tsunamiwellen reduzieren, manchmal auch spezielle Wellenbrecher-Bauwerke, wie sie an einigen besonders gefährdeten Küstenabschnitten Japans errichtet wurden. Es gibt aber auch Beispiele dafür, dass notwendige Durchlassbereiche in solchen Schutzbauten die Durchflussgeschwindigkeit und Wellenhöhe des Tsunamis lokal gefährlich erhöhten und damit auch die Schäden im eigentlich zu schützenden Bereich verstärkten.
Erfahrungen aus Japan besagen, dass Tsunamiamplituden unter 1,5 m in der Regel keine Gefahr für Menschen und Bauwerke darstellen. Es gibt aber Fälle wie den nächtlichen Einbruch des Tsunamis von 1992 in Nicaragua, wo vor allem Kinder, die auf dem Boden in Fischerhütten am Strand schliefen, in dem mancherorts nur um 1,5 m ansteigenden Wasser ertranken. Bei Wellenhöhen über 2 m werden Leichtbauten aus Holz, Blech, Lehm, bei Wellen über 3 m Höhe auch Bauten aus Betonblocksteinen meist total zerstört. Bei Wellenhöhen über 4 m steigt die Zahl der Todesopfer drastisch an. Solide Stahlbetonbauten können dagegen Tsunamiwellen von bis zu 5 m Höhe widerstehen. Deshalb können die oberen Etagen von Stahlbeton-Hochhäusern oder -Hotels im Falle sehr kurzer Vorwarnzeiten und geringer Fluchtchancen im Freien ebenfalls als Zufluchtsstätten genutzt werden.
Tsunamis dringen oft hunderte Meter, besonders hohe Wellen sogar einige Kilometer weit in flache Küstengebiete vor und verwüsten dort nicht nur menschliche Siedlungen, sondern machen auch landwirtschaftliche Nutzflächen und Brunnen durch Versalzung und Versandung unbrauchbar. Da die Wassermassen mehrmals vordringen und zurückströmen, sind die Überflutungsgebiete mit Schlamm und Sand, zertrümmerten Gegenständen und Gebäudeteilen übersät. Schiffe in Häfen werden aufs Land geworfen, Straßen blockiert, Eisenbahngleise unterspült und somit unbrauchbar. Niedrig gelegene Hafenbereiche und Fischersiedlungen stehen oft noch lange unter Wasser und sind unbewohnbar geworden. Dazu kommen Gefahren aus leckgeschlagenen Fässern mit Treibstoffen und Chemikalien, Flutungen von Kläranlagen oder Fäkaliengruben und Leichen von Menschen und Tieren. Insbesondere in tropischen Regionen erhöht das die akute Gefahr von Trinkwasservergiftungen, Ausbruch von Seuchen u. Ä. Die direkten Tsunamischäden werden oft noch verstärkt durch den Ausbruch von Feuer infolge gebrochener Gasleitungen und elektrischer Kurzschlüsse, oft in Verbindung mit ausgelaufenem Treibstoff aus gestrandeten Schiffen und Fahrzeugen oder leckgeschlagenen Tanks in Häfen. Folgeschäden können aus der kompletten Havarie von küstennahen Industrieanlagen entstehen, wie 2011 im japanischen Atomkraftwerk Fukushima, wo es zu einer partiellen Kernschmelze mit einer unkontrollierten Freisetzung von radioaktiven Substanzen kam. Auch Küstenbiotope (Mangrovenwälder, Korallenriffe u. a.) können durch Tsunamis schwer beschädigt und nachhaltig gestört werden.

### Frühwarnsysteme

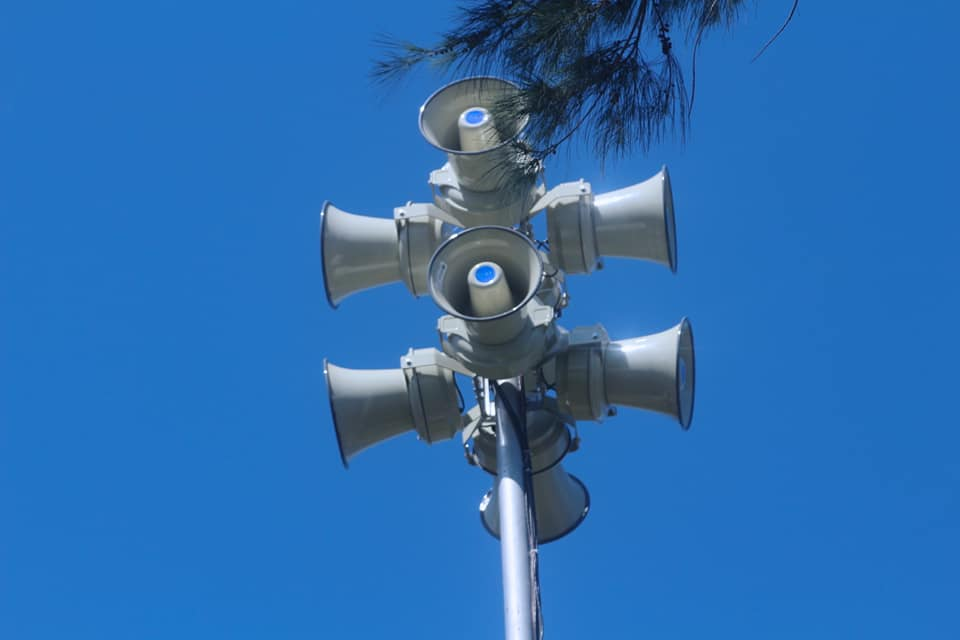
Alarmsirenen für den Fall eines Tsunamis in Osttimor

Tsunami-Frühwarnsysteme machen sich zunutze, dass bestimmte Informationen über das mögliche Auftreten eines Tsunamis gewonnen werden können, bevor der Tsunami selbst seine zerstörerische Kraft entfalten kann. Seismische Wellen breiten sich viel schneller aus als die Tsunamiwelle selbst. Ist z. B. ein ausreichend dichtes Netz seismischer Stationen verfügbar, lassen sich daher bereits nach wenigen Minuten genaue Rückschlüsse über den Ort und die Stärke eines Erdbebens ziehen, und damit eine möglicherweise davon ausgehende Tsunamigefahr prognostizieren. GPS-Stationen messen zentimetergenau die Verschiebung der Erdoberfläche, die sich auf den Meeresboden extrapolieren lässt und eine präzise Prognose der Tsunamigefahr ermöglicht. Bojen messen die Tsunamiwelle direkt noch auf hoher See, sodass eine Vorwarnzeit bleibt.

Warnzeichen für Tsunamis nach ISO 7010

Viele Staaten haben in den letzten Jahrzehnten technische Frühwarnsysteme eingerichtet, die durch das Aufzeichnen seismographischer Plattenbewegungen Tsunamis schon bei der Entstehung erkennen können, sodass durch den gewonnenen Zeitvorsprung die gefährdeten Küstengebiete evakuiert werden können. Dies gilt vor allem für den Pazifischen Ozean. Dort wurde zwischen 1950 und 1965 ein Netz von Sensoren am Meeresboden und anderen wichtigen Stellen eingerichtet, das kontinuierlich alle relevanten Daten misst und über Satellit an das Pacific Tsunami Warning Center (PTWC) in Honolulu auf Hawaii meldet. Dieses wertet die Daten laufend aus und kann innerhalb von 20 bis 30 Minuten eine Tsunami-Warnung verbreiten. Da die betroffenen Staaten über ein effektives Kommunikationssystem und regionale Notstandspläne verfügen, besteht im Katastrophenfall eine gute Chance, dass rechtzeitig Rettungsmaßnahmen eingeleitet werden können.
Einige Küstenstädte in Japan schützen sich durch bis zu 10 m hohe und 25 m breite Deiche, deren Tore innerhalb von wenigen Minuten geschlossen werden können. Außerdem beobachtet der Küstenschutz mit Kameras den Meeresspiegel auf Veränderungen. Ein Frühwarnsystem gibt bei Erdbeben der Stärke 4 automatisch Tsunamialarm, sodass die Einwohner evakuiert werden können.
Leider besitzen einige von der Gefahr betroffene Staaten diese Systeme noch nicht, und deren Informationsnetz ist so schlecht ausgebaut, dass eine Vorwarnung nur eingeschränkt oder überhaupt nicht möglich ist. Dies betrifft insbesondere den Indischen Ozean. Zudem kommt es vor, dass Behörden aus Angst vor dem Verlust der Einnahmequelle Tourismus Tsunami-Warnungen nicht weiterleiten.
Die Staaten am Indischen Ozean haben nach der Flutkatastrophe in Südasien 2004 beschlossen, ein Tsunami-Frühwarnsystem einzurichten.
Indonesien hat ein deutsches Frühwarnsystem geordert − das German Indonesian Tsunami Early Warning System (GITEWS) − das im Auftrag der deutschen Bundesregierung vom Geoforschungszentrum (GFZ) Potsdam und sieben weiteren Institutionen entwickelt wurde, das November 2008 in Testbetrieb ging und seit März 2011 in operativem Betrieb ist. Durch seismische Sensoren und GPS-Technologie erlaubt dieses komplexe System noch exaktere Vorhersagen als das PTWC. Anfangs waren auch Bojen im Einsatz, die an der Meeresoberfläche schwammen. Diese erwiesen sich jedoch als wenig zuverlässig.
Malaysia hat das Malaysian National Tsunami Early Warning System (MNTEWS) errichtet, das derzeit eine Alarmierung der Bevölkerung innerhalb von zwölf Minuten nach dem Ereignis ermöglicht. Für 2012 wurde die Verkürzung auf zehn Minuten angekündigt.
Taiwan nahm am 14. November 2011 ein unterseeisches seismisches Beobachtungssystem in Betrieb. Die in etwa 300 m Meerestiefe an einem Unterseekabel befestigten Komponenten des Frühwarnsystems sind über eine Strecke von 45 km verteilt und sollen die Vorwarnzeit für Tsunamis und Erdbeben weiter verlängern.
Die Koordination der vorhandenen Systeme zu einem weltweiten System wird seit Mitte 2005 vorangetrieben. Für die Erkennung von Erdbeben werden auch die seismologischen Auswertungen der UNO herangezogen, die normalerweise für die Überwachung des vollständigen Atomteststoppvertrages CTBT verwendet werden. Dazu müssen nur die Meldesysteme in die nationalen Alarmsysteme integriert werden, da die Erkennungsmöglichkeiten schon vorhanden sind. Die Meldungen dieser künstlichen durch Nuklearexplosionen hervorgerufenen oder natürlichen Erdbeben laufen in Wien bei der Atomteststoppvertragsorganisation CTBTO zusammen.
Seit 2007 wird ein Tsunami-Frühwarnsystem, das Tsunami Early Warning and Mitigation System in the North-eastern Atlantic, the Mediterranean and connected seas (NEAMTWS) im Atlantik und im Mittelmeerraum aufgebaut.
Bei allen Frühwarnsystemen besteht das Problem, dass Falschalarme bei einer unnötigen Evakuierung hohe Kosten verursachen können und das Vertrauen der Menschen in die Prognosen untergraben.

### Verhaltensweisen bei akuter Tsunami-Gefahr und Tsunami-Warnung
Das Deutsche Geoforschungszentrum Potsdam (GFZ) gibt Ratschläge für den Fall eines Tsunami. Diese besagen im Wesentlichen, dass Informationen und Warnungen der örtlichen Behörden beachtet und an andere Menschen in der Umgebung weitergegeben werden sollen. Für den Aufenthalt auf offener See wird empfohlen, ausreichenden Abstand zur Küste einzuhalten und keinesfalls in den Hafen einzufahren. Beim Aufenthalt an Land empfiehlt das GFZ die Flucht an möglichst küstenferne, erhöhte Orte zu Fuß, da in Panik flüchtende Autofahrer oft zu Verkehrsstaus führen. Im Falle sehr kurzer Vorwarnzeit könne es gegebenenfalls sicherer sein, in einem stabilen, neueren Gebäude eines der höchstgelegenen Stockwerke aufzusuchen, als noch die Flucht ins Landesinnere zu versuchen. Ausdrücklich wird auf die Gefahr weiterer, eventuell höherer Wellen nach Abklingen der ersten Flutwelle hingewiesen.

## Typische Phänomene von Tsunamis
- Tsunamis bestehen aus einer Serie aufeinanderfolgender, sehr langperiodischer Meereswellen. Diese werden zumeist durch starke untermeerische Erdbeben, aber auch durch Vulkanausbrüche oder Hangrutschungen verursacht.
- Die meisten Tsunamis ereignen sich im Pazifischen Ozean, es gibt sie aber auch in allen anderen Ozeanen und Meeresgebieten. Obgleich Tsunamis selten sind, stellen sie eine große Gefahr dar. Ein sicherer Schutz vor Tsunamis ist nicht erreichbar, außer man vermeidet in potenziell tsunamigefährdeten Gebieten Siedlung und Bebauung in niedrig gelegenen Gebieten (weniger als 30 m über Meereshöhe).
- Tsunamis können innerhalb weniger Minuten an den Küsten nahe ihrem Ursprung große Zerstörungen anrichten und viele Menschenleben fordern. Starke Tsunamis entfalten ihre Wirkung aber auch an weit entfernten Küsten, da sie sich im Verlauf von Stunden über ganze Ozeanbecken hinweg ausbreiten können.
- Die Geschwindigkeit, mit der sich Tsunamis ausbreiten, ist abhängig von der Wassertiefe. In tiefen Ozeanen beträgt sie über 800 km/h, in flachem Wasser lediglich 30 bis 50 km/h.
- Ein Tsunami besteht meist aus mehreren Wellenbergen, die im Abstand von einigen zehn Minuten bis zu über einer Stunde aufeinanderfolgen und häufig erst in späteren Wellenbergen zu maximalen Höhen an der Küste auflaufen.
- Die Abstände zwischen den Wellenbergen betragen auf tiefer offener See einige 100 km und verkürzen sich in Flachwasserbereichen bis auf etwa 10 km.
- Die Wellenhöhen sind auf tiefer offener See gering, meist kleiner als 1 m und auf Grund der großen Wellenlängen für Schiffe ungefährlich und nur mittels spezieller Bojen oder Satellitenaltimetrie feststellbar. Bei Annäherung an die Küste, vor allem in flachen Buchten, können sich die Wassermassen aber über 10 m, in Extremfällen auch mehr als 30 m bis 50 m hoch auftürmen, flaches Land hinter der Küste bis zu mehreren Kilometern landeinwärts überfluten und verheerende Verwüstungen anrichten.[11]
- Personen an Land nehmen einen herannahenden Tsunami nicht unbedingt als Welle wahr, sondern als einen unvermittelten, im Vergleich zu Ebbe und Flut viel schnelleren Abfall oder auch Anstieg des Meeresniveaus. Sie bemerken z. B., dass plötzlich Wasser über den kurz zuvor noch trockenen Boden läuft, sie einige Momente später vielleicht bereits hüfthoch im Wasser stehen und Autos wie Streichholzschachteln weggeschwemmt werden. Der Meeresspiegel steigt ggf. weiter schnell um mehrere Meter an und überflutet tieferliegende Küstenbereiche. Anschließend läuft das Wasser in umgekehrter Richtung wieder ab zum Meer und verfrachtet beim Ablaufen zerstörte Gebäude und Trümmer kilometerweit auf das offene Meer hinaus.

## Binnentsunami
Tsunamis entstehen nicht nur auf den Weltmeeren, auch auf Binnenseen können sich sogenannte Binnentsunamis bilden. Binnentsunamis entstehen entweder durch Erdbeben oder durch Rutschungen, welche die Seefläche erreichen oder sich unterhalb der Wasseroberfläche ereignen.
Mehrere Tsunamiereignisse sind in der Schweiz durch historische Dokumente oder durch Sedimentablagerungen nachgewiesen, so das Tauredunum-Ereignis von 563. Damals ereignete sich ein Erdrutsch am Ostende des Genfersees. Dadurch wurde ein 13 Meter hoher Tsunami ausgelöst. Ähnliche Binnentsunamis sind vom Vierwaldstättersee (1601 und 1687) und vom Lauerzersee (1806) bekannt.
Ein eher kleiner Tsunami ausgelöst durch einen Bergrutsch in einem gefluteten Tagebausee schwemmte 2009 ein Ausflugsschiff auf das gegenüberliegende Ufer des Concordiasees der Gemeinde Seeland in Sachsen-Anhalt/Deutschland.
In der Nacht vom 23. auf den 24. Juli 2014 ereignete sich im Askja-Gebiet in Island ein Erdrutsch, bei dem sich ein ca. 1 km breites Stück der Kraterwand löste; geschätzte 50 Mio. m³ Gestein glitten ab und lösten im Öskjuvatn mehrere ca. 50 m hohe Tsunamis aus. Als Auslöser wird Destabilisierung des Untergrunds durch starkes Tauwetter vermutet.

## Historische Tsunamis
Siehe: Liste von Tsunamis

## Diverse
Der 5. November wurde von der UNESCO zum „Welt-Tsunami-Tag“ (englisch World Tsunami Awareness Day) ausgerufen, um die Weltöffentlichkeit auf das Phänomen und die Gefahren von Tsunamis aufmerksam zu machen.